# Gouvernement Saïd II/ben Moubarak
République du Yémen
Saïd I 
Le gouvernement Maïn Abdelmalek Saïd II est le gouvernement yéménite entré en fonction le 26 décembre 2020.

## Historique
En vertu d'un accord signé le 5 novembre 2019, le Premier ministre sortant Maïn Abdelmalek Saïd doit former un nouveau gouvernement composé de 24 ministres, et dont les portefeuilles sont répartis paritairement entre nord et sud. Le 26 avril 2020, à la suite de l'effondrement de l'accord de paix, le Conseil de transition du Sud proclame l'autonomie des provinces du sud du pays.
Le 29 juillet, Saïd est chargé de former un nouveau gouvernement. Le jour même, le STC renonce à l'autonomie. Le 10 décembre 2020, les forces gouvernementales et les séparatistes se retirent d'Aden et d'Abyane. Le gouvernement est formé le 18 décembre 2020 à la suite d'un accord entre le précèdent gouvernement Saïd et le Conseil de transition du Sud lors de la Guerre civile yéménite. Il est le seul gouvernement de Yémen reconnu par l'Organisation des Nations unies face au gouvernement houti.
Lors de son arrivée dans la capitale provisoire du pays Aden, deux explosions retentissent dans l'aéroport.
Il obtient la confiance du Parlement le 21 avril 2022.

## Composition

### Initiale (26 décembre 2020)
- Les nouveaux ministres sont indiqués en gras, ceux ayant changé d'attributions en italique[8].

| Fonction | Titulaire                          |
| --- | ---------------------------------- |
| Premier ministre | Maïn Abdelmalek Saïd               |
| Ministre de l'Électricité et de l'Énergie                                                                               | Ibrahim Mohamed Ali Kolshat        |
| Ministre de l'Intérieur (en)                                                                                            | Ibrahim Ali Ahmed Haidan           |
| Ministre de l'Information Ministre du Tourisme                                                                          | Muammar al-Iryani                  |
| Ministre des Affaires étrangères Ministre des Affaires des expatriés                                                    | Ahmed Awad ben Moubarak            |
| Ministre du Secrétariat de Sana'a                                                                                       | Abdelghani Jamil                   |
| Ministre de la Jeunesse et des Sports                                                                                   | Nayef al-Bakri                     |
| Ministre des Services civils et de l'Assurance                                                                          | Abdel Nasser Al-Wali               |
| Ministre d'État aux Affaires parlementaires et au Conseil de la Choura                                                  | Mohammed Moqbel al-Himyari         |
| Ministre d'État Chargé du Dialogue national                                                                             | Najib Mansour Al-Awj               |
| Ministre de la Défense (en)                                                                                             | Mohammed Ali Al-Maqdashi           |
| Ministre de la Santé Publique et de la Population                                                                       | Qassem Mohammad Qassem Baheeh      |
| Ministre de la Justice                                                                                                  | Badr al-Ardah                      |
| Ministre de l'Éducation Supérieure et de la Recherche Scientifique Ministre de l'Éducation technique et professionnelle | Khaled Al-Wasabi                   |
| Ministre des Travaux publics et des Routes                                                                              | Manea Bayamaïn                     |
| Ministre du Pétrole et des Minéraux                                                                                     | Abdul Salam Abdullah Salem Baaboud |
| Ministre des Dotations et de l'Orientation                                                                              | Mohamed Ahmed Shabiba              |
| Ministre des Finances                                                                                                   | Salem Saleh Bin Braik              |
| Ministre de l'Agriculture et de l'Irrigation                                                                            | Salem Abdullah Issa Al-Soqotri     |
| Ministre de la Culture                                                                                                  | Marwan Damaj                       |
| Ministre des Transports                                                                                                 | Abdel Salam Hamid                  |
| Ministre des Droits de l'homme                                                                                          | Ahmed Mohamed Omar Orman           |
| Ministre d'État | Abd Rabbo Saleh Aslami             |
| Ministre d'État | Mohammed Abdallah Kouddah          |
| Ministre des Affaires juridiques                                                                                        | Ahmed Mohamed Omar Orman           |
| Ministre de l'Administration locale                                                                                     | Hussein Abdul Rahman               |
| Ministre des Richesses de la pêche                                                                                      | Salem Abdullah Issa Al-Soqotri     |
| Ministre de la Planification et de la Coopération internationale                                                        | Waed Bathib                        |
| Ministre des Télécommunications et de la Technologie de l'information                                                   | Najib al-Awj                       |
| Ministre de l'Industrie et du Commerce                                                                                  | Mohamed al-Ashwal                  |
| Ministre de l'Eau et de l'Environnement                                                                                 | Tawfiq al-Sharjabi                 |
| Ministre de l'Éducation                                                                                                 | Tareq Salem al-Abkari              |

### Remaniement du 29 juillet 2022
- Les nouveaux ministres sont indiqués en gras, ceux ayant changé d'attributions en italique[9].

| Fonction | Titulaire                                                               |
| --- | ----------------------------------------------------------------------- |
| Premier ministre | Maïn Abdelmalek Saïd (jusqu'au 08/02/2024) Ahmed Awad ben Moubarak      |
| Ministre de l'Électricité et de l'Énergie                                                                               | Manea Saleh                                                             |
| Ministre de l'Intérieur (en)                                                                                            | Ibrahim Ali Ahmed Haidan                                                |
| Ministre de l'Information Ministre du Tourisme                                                                          | Muammar al-Iryani                                                       |
| Ministre des Affaires étrangères Ministre des Affaires des expatriés                                                    | Ahmed Awad ben Moubarak (jusqu'au 27/03/2024) Chaya'e Mohsen al-Zindani |
| Ministre du Secrétariat de Sana'a                                                                                       | Abdelghani Jamil                                                        |
| Ministre de la Jeunesse et des Sports                                                                                   | Nayef al-Bakri                                                          |
| Ministre des Services civils et de l'Assurance                                                                          | Abdel Nasser Al-Wali                                                    |
| Ministre d'État aux Affaires parlementaires et au Conseil de la Choura                                                  | Mohammed Moqbel al-Himyari                                              |
| Ministre d'État Chargé du Dialogue national                                                                             | Najib Mansour Al-Awj                                                    |
| Ministre de la Défense (en)                                                                                             | Mohsen Mohammed Hussein al-Daeri                                        |
| Ministre de la Santé Publique et de la Population                                                                       | Qassem Mohammad Qassem Baheeh                                           |
| Ministre de la Justice                                                                                                  | Badr al-Ardah                                                           |
| Ministre de l'Éducation Supérieure et de la Recherche Scientifique Ministre de l'Éducation technique et professionnelle | Khaled Al-Wasabi                                                        |
| Ministre des Travaux publics et des Routes                                                                              | Salim Mohammed                                                          |
| Ministre des Affaires sociales et du Travail                                                                            | Muhammad Al-Zaouri                                                      |
| Ministre du Pétrole et des Minéraux                                                                                     | Said Suliman Barakat al-Shamasi                                         |
| Ministre des Dotations et de l'Orientation                                                                              | Mohamed Ahmed Shabiba                                                   |
| Ministre des Finances                                                                                                   | Salem Saleh Bin Braik                                                   |
| Ministre de l'Agriculture et de l'Irrigation                                                                            | Salem Abdullah Issa Al-Soqotri                                          |
| Ministre de la Culture                                                                                                  | Marwan Damaj                                                            |
| Ministre des Transports                                                                                                 | Abdel Salam Hamid                                                       |
| Ministre des Droits de l'homme                                                                                          | Ahmed Mohamed Omar Orman                                                |
| Ministre d'État | Abd Rabbo Saleh Aslami                                                  |
| Ministre d'État | Mohammed Abdallah Kouddah                                               |
| Ministre des Affaires juridiques                                                                                        | Ahmed Mohamed Omar Orman                                                |
| Ministre de l'Administration locale                                                                                     | Hussein Abdul Rahman                                                    |
| Ministre des Richesses de la pêche                                                                                      | Salem Abdullah Issa Al-Soqotri                                          |
| Ministre de la Planification et de la Coopération internationale                                                        | Waed Bathib                                                             |
| Ministre des Télécommunications et de la Technologie de l'information                                                   | Najib al-Awj                                                            |
| Ministre de l'Industrie et du Commerce                                                                                  | Mohamed al-Ashwal                                                       |
| Ministre de l'Eau et de l'Environnement                                                                                 | Tawfiq al-Sharjabi                                                      |
| Ministre de l'Éducation                                                                                                 | Tareq Salem al-Abkari                                                   |